# Raoul Gunsbourg
Raoul Gunsbourg (Bucarest, 6 de gener de 1860 - Montecarlo, 31 de maig de 1955) fou un compositor i escriptor francès.
Va estudiar medicina a Sant Petersburg quan esclatà la guerra russoturca, i s'allistà com a voluntari de la Creu Roja en l'exèrcit rus. Malgrat que no depassava els catorze anys, feu prodigis de valor i a ell es degué principalment la rendició de la plaça de Nicopoli. Després acabà els estudis de medicina a París, ensems que estudiava música, i el 1881 tornà a Sant Petersburg, on fundà, igual que a Moscou, els primers teatres d'òpera francesa, estrenant les millors obres del repertori. Posteriorment tornà a França, i més tard fou nomenat director del teatre de l'Òpera de Montecarlo.
La seva obra principal és Ivan le Terrible (1911), de la qual també n'és autor del llibret, òpera que s'ha representat en els principals teatres d'Europa, entre ells el Liceu de Barcelona.